# Subamia
Subamia is een bestuurslaag in het regentschap Tabanan van de provincie Bali, Indonesië. Subamia telt 2162 inwoners (volkstelling 2010).